# دلیر خان‌زاده
دلیر خان‌زاده (ازبکی: Daler Xonzoda، روسی: Далер Хонзода، نام زمان تولد: خانوف دلیر حُسن‌ِالدینوویچ، متولد ۱ آوریل ۱۹۸۹ در تورسون‌زاده، تاجیکستان) خواننده پاپ تاجیک است که آثاری به زبان‌های ازبکی، انگلیسی، روسی، تاجیکی و قره‌قالپاقی منتشر کرده‌است.

## زندگی
دلیر در ۱ آوریل ۱۹۸۹ زاده شد و در چهارسالگی به سمرقند ازبکستان مهاجرت کرد و در سال ۱۹۹۶ آغاز به تحصیل نمود. در سال ۲۰۰۴ او به‌طور مستقل مطالعهٔ موسیقی را آغاز کرد و در سال ۲۰۰۵ در لیسهٔ آکادمیک دانشگاه ایالتی سمرقند ثبت نام کرد.
در سال ۲۰۰۶، او آغاز به توسعهٔ کارهای خود با گیتار و پیانو کرد. به عنوان یک خوانندهٔ جوان، در سال ۲۰۰۹ استودیوی خانگی خود را بنیانگذاری نموده، کارهای استودیویی را شروع کرد و آغاز به ساخت آهنگ‌های خود کرد. در اوت ۲۰۱۱، او قراردادی را با استودیوی PanTerra امضا کرد و به عنوان عضو سولار گروه «صحرا» (به الفبای سیریلیک "Сахро") تبدیل شد. این گروه شامل دلیر خان‌زاده و دلیر آمتیست بود. در همان سال، او نامزد دریافت جایزهٔ «کشف سال» در M&TVA شد.
در سال ۲۰۱۲، خان‌زاده با شعار «ما یک تیم هستیم، ما یک خانواده هستیم» یک تور در سراسر جمهوری ازبکستان برگزار کرد. در همان سال، او برای ساخت نماهنگ در مراسم اهدای جوایز M&TVA برنده شد و در سال ۲۰۱۳، عضو کمیتهٔ هیئت منصفه در مسابقهٔ تلویزیونی Zo'r Zo'r Star شد. او همچنین در رویداد «روز فرهنگ ازبک» در مسکو و لندن شرکت کرد.
او در سال ۲۰۱۳ قراردادش با استودیوی PanTerra را به پایان رسانده‌است، گروه «صحرا» را ترک کرده و به صورت انفرادی کار می‌کند. در سال ۲۰۱۴ او در جمهوری قره‌قالپاقستان یک کنسرت برگزار کرد.

## تک‌آهنگ‌ها
- «بدون من» (Без меня) (به زبان روسی)
- «تنها» (Одинок) (به زبان روسی)
- "Сахроингман" (به زبان ازبکی)
- «زمان رسیده‌است»
- «سلام علیکم» (به زبان ازبکی)
- «دیوانه تو»
- "Бегу" (به زبان فارسی تاجیکی)
- «حساس» (به زبان ازبکی)
- «قصه» (به زبان روسی)
- «فرشته»
- «آیور یوریم» (به زبان قره‌قالپاقی)
- «به یاد داشته باش» (به زبان قره‌قالپاقی)
- «به یاد نیاور» (به زبان ازبکی)
- «کمکم کن»
- «ماریا» (به زبان روسی)
- «من با تو هستم» (به زبان روسی)
- «از دست رفته» (به زبان فارسی تاجیکی)
- «عشق به شرق» (به زبان روسی)
- «فکر کن» (به زبان روسی)
- "Dardlarim aytay" (به زبان ازبکی)
- «تو را می‌خوام دیدن» (به زبان فارسی تاجیکی)
- «دوستت دارم» (به زبان فارسی تاجیکی)